# Різанина на музичному фестивалі NOVA
Різанина на музичному фестивалі NOVA, що проходив на кордоні Ізраїлю за 5 кілометрів від Сектору Гази, сталася 7 жовтня 2023 року під час нападу ХАМАСу на Ізраїль. Були вбиті 364 особи, серед яких ізраїльтяни та іноземців.

## Хід подій
Фестиваль рейв і техно музики «Nature Party Nova Festival» проходив просто неба у сільській місцевості біля кібуцу Реїм за 5 кілометрів від Сектору Гази 7 жовтня 2023 року на честь єврейського свята Суккот. На фестивалі було близько 3 000 осіб, переважно від 20 до 40 років. Фестиваль став однією з перших цілей терористів під час нападу на Ізраїль.
Близько шостої ранку музика припинилася через сирену про запуск ракет, потім зникла електрика. За словами очевидців, спочатку вони почули сирени, а потім «п'ятдесят терористів, одягнених у військову форму, прибули на фургонах». Багато відвідувачів фестивалю приїхали на автобусах та не мали своїх машин, а за хвилини бойовики Хамаса потрапили на територію разом із гранатами та автоматами.
З криками «Аллаху акбар» відвідувачів фестивалю почали вбивати, коли вони вийшли з запасних виходів, на стоянці, у туалетах. Учасникам фестивалю не було де сховатися на відкритій місцевості й вони були змушені тікати від бойовиків ХАМАС. Останні почали переслідувати молодь, їдучи на мотоциклах, а також відкрили вогонь по автомобілях, які хотіли врятуватися від кордону з Газою. Батьки та друзі відвідувачів фестивалю отримали повідомлення з проханнями про допомогу, де йшлося про те, що вони поранені й у них немає можливості врятуватися.
Естер Борохова, яка змогла врятуватися з фестивалю, вижила, прикинувшись мертвою в машині, а водій, який спробував допомогти їй втекти, був застрелений упритул. Інша дівчина теж прикинулася мертвою і пролежала під фруктовим деревом посеред поля три години поки почула іврит.
Убитих відвезли на цвинтар Офакім.

## Захоплення заручників
Окрім вбивства, терористи також захопили заручників. Їхня кількість приблизно оцінюється в десятки відвідувачів фестивалю. У тому числі громадянка Німеччини Шані Лук. Згодом з'явилася інформація, що вона в критичному стані у лікарні міста Газа. З часом стало відомо, що дівчина померла.
Відомо ,що були викрадені студенти Ноа Аргамані та Авінатан Ор. Деяким заручникам палестинські бойовики одягли кайданки, зав'язали очі, їх штовхали й запихали в кузов вантажівок.

## Зниклі безвісти
Серед зниклих безвісти:
- Громадянин Великобританії Джейк Марлоу, який охороняв фестиваль[22];
- Громадянин США 23-річний Херш Гольберг-Поліна[14];
- Громадянин Франції Авідан Т. з Бордо, 26 років[23].

## Дивись також
- Бої за Реїм